# Поречье (Можайский район)
Поречье — село в Можайском районе Московской области России, административный центр Порецкого сельского поселения. До 2006 года — центр Порецкого сельского округа.
Расположено на берегу реки Иночи, левого притока Москвы-реки, в 38 км к северо-западу от районного центра — города Можайска.
| 2002 | 2006  | 2010  |
| ---- | ----- | ----- |
| 1153 | ↗1308 | ↘1138 |

## История усадьбы
Согласно писцовым книгам XVI века сельцо Поречье на реке Иночь было «Старинной вотчиной Михаила Иванова сына Протопопова». В 1685 году часть вотчины, которая принадлежала Богдану Ивановичу Протопопову, получила в приданое его дочь Мавра, вышедшая замуж за стольника Ивана Михайловича Татищева. Другая часть вотчины после смерти Петра Ивановича Протопопова перешла к его сыну — Борису Петровичу.
В 1698 году Иван Михайлович Татищев и Борис Петрович Протопопов продали вотчину за 1000 рублей; она стала принадлежать князю Борису Ивановичу Прозоровскому. В 1699 году Прозоровский перевёз в Поречье из Алисавино, старую деревянную церковь Иоанна Предтечи; в 1720 году, уже после его смерти она была заменена новой, вновь деревянной, церковью Рождества Богородицы.
В 1723 году Поречье стало вотчиной Екатерины I (земли князя Прозоровского в Можайском уезде получили также в совместное владение Фёдор Скавронский и его сестра Анна Ефимовская). Елизавета Петровна с восшествием на престол также щедро одарила своих сторонников и один из них, Алексей Григорьевич Разумовский, получил в 1742 году в Можайском уезде Болычёвскую волость, в которую входило и Поречье. Его наследникам вотчина принадлежала до 1818 года, когда Поречье было отдано как приданое дочери графа А. К. Разумовского, вышедшей замуж за графа С. С. Уварова, в роду которого имение оставалось вплоть до 1917 года.
К 1837 году был построен новый двухэтажный каменный дом в классическом стиле с восьмиколонным портиком ионического ордера. Венчал здание полностью застекленный бельведер, выполнявший функцию светового фонаря над центральным залом Порецкого музеума. Проект дома принадлежал известному архитектору Д. Жилярди. При наследнике гр. Алексее Сергеевиче Уварове дом уже не вмещал новые коллекции и был перестроен: северный фасад обрёл новое парадное крыльцо в духе древнерусского зодчества, в отдельных залах были устроены своды в древнерусских традициях; южный фасад, напротив, олицетворял культуру античной Италии: балконы поддерживались атлантами, портик с балконом над южным парковым входом украшался кентаврами, увеличенными копиями с капитолийских, и двумя кариатидами. Между западным флигелем и дворцом был устроен внутренний дворик в стиле старинных итальянских патио. Проект хозяйственного двора с постройками, примыкавшего к гостевому флигелю был выполнен М. Н. Чичаговым; А. П. Попов разработал проект итальянского дворика и многих малых архитектурных форм в парке: «Святой источник» с перголой и гротом с образом Спасителя, фонтан «Тритон». В нижнем этаже дома был размещён музей — естественно-исторический, геологический и, главным образом, археологический.
В 1814 году по планам садовода Раше был заложен английский парк в 150 га. Во 2-й половине XIX века он был переустроен под руководством Карла Францевича Тюрмера, который приехал в Поречье в 1853 году. На территории уникальнейшего парка произрастает более 1000 редчайших деревьев и растений. Здесь К. Ф. Тюрмер создал один из первых рукотворных лесов в России — на площади 3000 гектаров были посажены туи, сосны, европейские и канадские ели, лиственницы: более 90 видов местных и экзотических деревьев и кустарников. Около здания Пореченского лесничества был установлен памятник К. Ф. Тюрмеру — глыба из чёрного мрамора.
Последним владельцем Поречья был гр. Фёдор Алексеевич Уваров. При нём в усадьбе продолжала работать оранжерея, селекционировались новые сорта садовых растений, публиковался каталог растений. Посетившего имение Ф. В. Шлиппе «поразили размеры семенных культур».
В 1917 году Прасковье Сергеевне Уваровой удалось организовать вывоз всех музейных экспонатов в Москву и передачу их в Исторический музей. Ранней весной 1918 года были вывезены оставшиеся ценности, в том числе библиотека, насчитывавшая 100 тысяч томов и древнеримский саркофаг. В усадьбе, в восточном флигеле, был организован сырзавод, для которого молоко поставляли с бывшей графской экономии на хуторе, расположенном к северо-востоку от усадьбы. В 1922 году по приказу Н. К. Крупской в усадьбе был открыт детдом, просуществовавший до начала войны, до 1941 года. До войны, благодаря графским садовникам, жившим в северных постройках оранжереи, в Поречье удивительным образом сохранялась редчайшая коллекция оранжерейных растений.
В годы Великой Отечественной войны село было оккупировано гитлеровскими войсками 14 октября 1941 года и освобождено 22 января 1942 года. Летом 1943 года в западном флигеле усадьбы открыли школу для детей из Поречья и окрестных деревень.
В соответствии с Постановлением Совета Министров СССР № 1327 от 30 августа 1960 года усадьба Поречье была объявлена памятником культуры XIX века республиканского значения и взята на государственную охрану. А в 1968 году усадьба была передана для восстановления и использования под дом отдыха Министерству электронной промышленности СССР. Здесь был открыт дом отдыха Поречье и детский (пионерский) лагерь «Электрон». Ныне усадьбу занимает закрытый ведомственный санаторий.

## Достопримечательности
- Усадьба графа А. С. Уварова (архитектор А. П. Попов)
- Церковь Рождества Пресвятой Богородицы[6].

- Вход в церковь
- Усадьба Поречье. Вид дома со стороны въезда